# Swiss Cottage metróállomás
A Swiss Cottage a londoni metró egyik állomása a 2-es zónában, a Jubilee line érinti.

## Története
Az állomást 1939. november 20-án a Bakerloo line részeként nyitották meg. 1979. május 1-jétől a Jubilee line szolgálja ki.

## Forgalom
| Járat | Útvonal | Gyakoriság     |
| ----- | --- | -------------- |
|       | Stanmore – Canons Park – Queensbury – Kingsbury – Wembley Park – Neasden – Dollis Hill – Willesden Green – Kilburn – West Hampstead – Finchley Road – Swiss Cottage – St. John’s Wood – Baker Street – Bond Street – Green Park – Westminster – Waterloo – Southwark – London Bridge – Bermondsey – Canada Water – Canary Wharf – North Greenwich – Canning Town – West Ham – Stratford | 2-4 percenként |

## Átszállási kapcsolatok
| Állomás       | Átszállási kapcsolatok               |
| ------------- | ------------------------------------ |
| Swiss Cottage | Helyi buszok (Swiss Cottage Station) |

## Fordítás
- Ez a szócikk részben vagy egészben  a   Swiss Cottage tube station című angol Wikipédia-szócikk fordításán alapul.  Az eredeti cikk szerkesztőit annak laptörténete sorolja fel. Ez a jelzés csupán a megfogalmazás eredetét és a szerzői jogokat jelzi, nem szolgál a cikkben szereplő információk forrásmegjelöléseként.